# Valentin Preuenhueber
Valentin Preuenhueber († 1642 in Haag) war ein österreichischer Geschichtsschreiber. Sein Hauptwerk sind die Annales Styrenses von um 1630, der ersten Chronik der Stadt Steyr.

## Leben und Werk

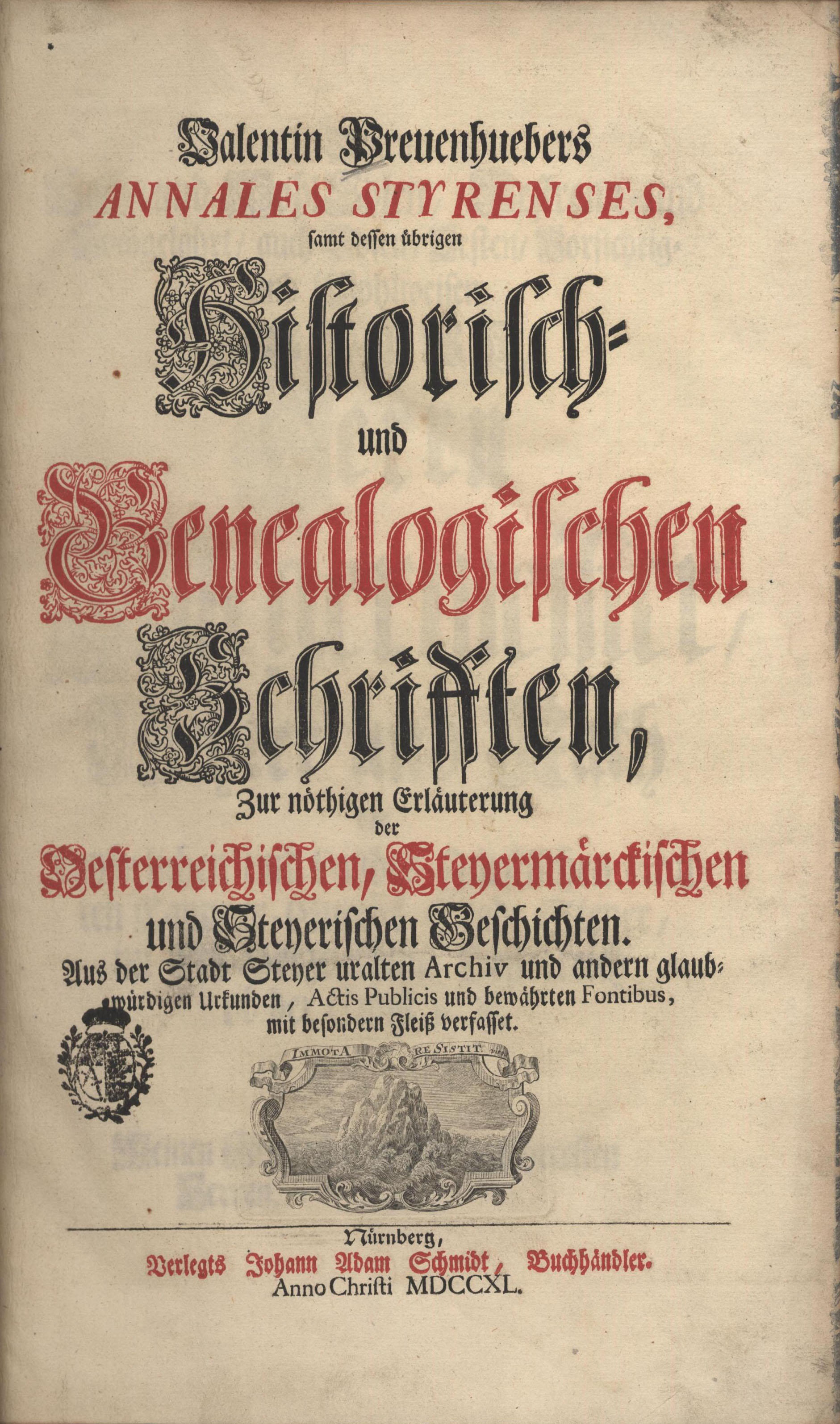
Erstdruck der Annales Styrenses, Nürnberg 1740

Preuenhueber stammt aus obersteirischem Geschlecht und studierte vermutlich in Graz. Ab dem ersten Jahrzehnt des 17. Jahrhunderts war er Beamter der Stadt Steyr und ab 1625 Sekretär der Innerberger Hauptgewerkschaft. Ab diesem Zeitpunkt arbeitete er vermutlich an seiner Stadtchronik, für die er Quellen aus der Stadtregistratur und aus Klöstern- und Adelsarchiven verwertete. Im Zuge der Gegenreformation musste der Protestant Preuenhueber 1629 Österreich verlassen und zog nach Regensburg. Dort veröffentlichte er 1631 die Schrift Castrum Styrense. Der genaue Zeitpunkt seiner Rückkehr nach Österreich ist unbekannt, aber von 1635 bis zu seinem Tode 1642 war er Salburgischer Regent und Oberpfleger in Salaberg bei Haag. Am 7. April 1642 wurde er in Haag bestattet. Preuenhuebers Witwe Ursula überließ 1643 der Stadt Steyr das Manuskript der Annales Styrenses zur Abschrift, dafür wurde ihr die Rückzahlung eines Kapitals von 841 Gulden zugesagt. Es bleibt unklar, ob damit ein Darlehen oder eine Kaufsumme gemeint ist. Nach Beschluss von 9. Dezember 1654 übergab die Stadt das Originalmanuskript nach elf Jahren wieder an die Familie Preuenhueber. Danach gelangte es in die Bibliothek des Grafen Johann Joachim Enzmilner zu Windhag. Gedruckt wurde das Werk erst 1740 in Nürnberg.

## Publikation
- Valentin Preuenhuebers Annales Styrenses, samt dessen übrigen Historisch- und Genealogischen Schrifften, Zur nöthigen Erläuterung der Oesterreichischen, Steyermärckischen und Steyerischen Geschichten. Aus der Stadt Steyer uralten Archiv und andern glaubwürdigen Urkunden, Actis Publicis und bewährten Fontibus, mit besondern Fleiß verfasset.  Johann Adam Schmidt, Nürnberg 1740 (Google Buch).

## Andenken und Familie
Die Preuenhueberstraße in Steyr ist nach dem Geschichtsschreiber benannt. Sie zweigt von der Handel-Mazzetti-Promenade ab und führt bis zum Schloss Voglsang.
Ebenso existiert in Graz eine Privatstraße namens Prevenhueberweg. Sie verbindet die Rudolfstraße mit dem Janneckweg.
Die Familie Preuenhueber (Prevenhueber) ließ sich Ende des 16. Jahrhunderts in Weyer und Steyr nieder. Am Marktplatz 6 in Weyer steht heute noch das im spätgotischen Stil erbaute Prevenhueberhaus (zweite Hälfte des 16. Jahrhunderts). Das Renaissanceportal stammt von 1642, die Malereien eines Doppeladlers am Tor von um 1800.

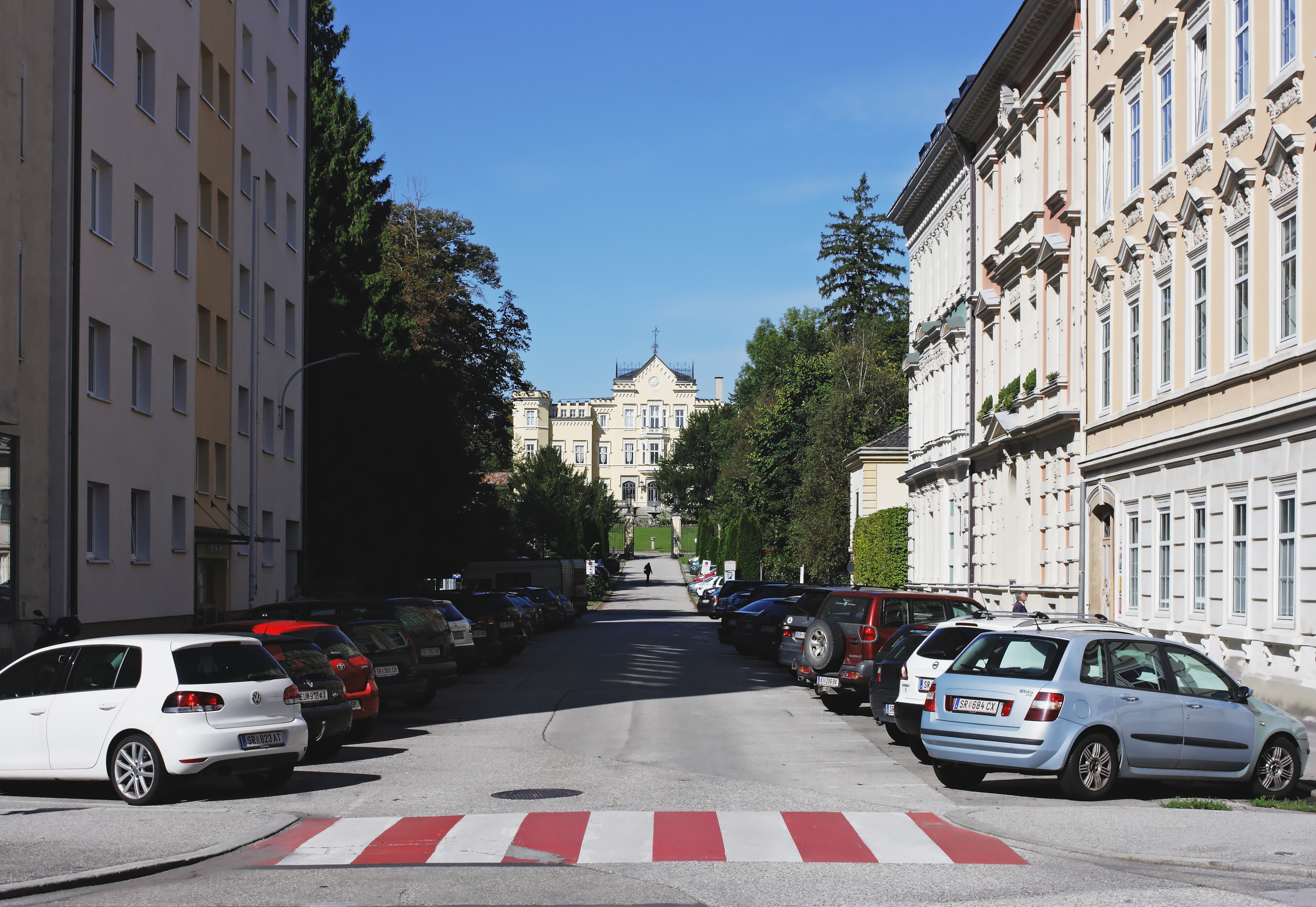
Preuenhueberstraße in Steyr, im Hintergrund Schloss Voglsang
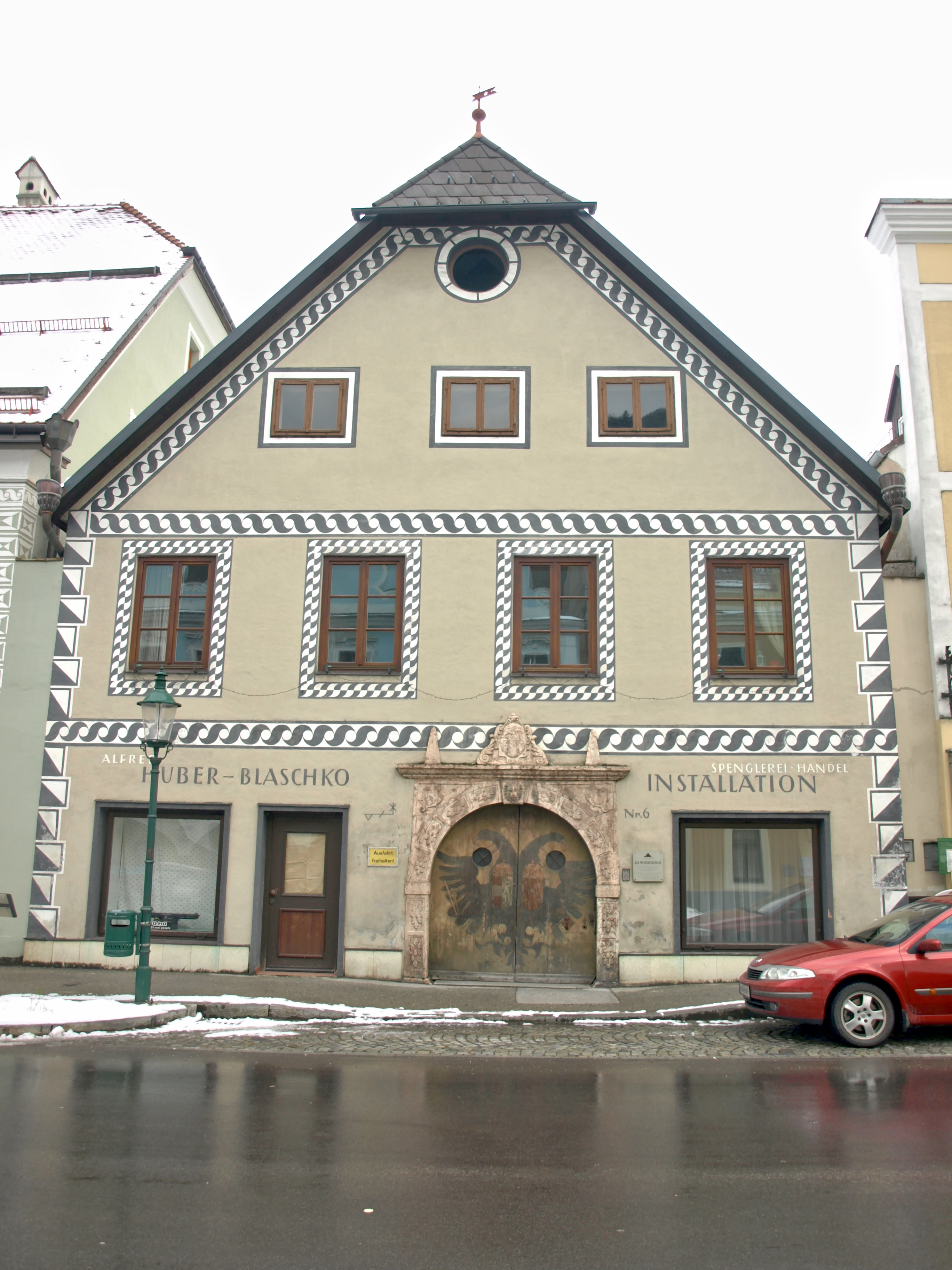
Preuenhueberhaus in Weyer